# PlusLiga (2013/2014)
PlusLiga 2013/2014 − 78. sezon siatkarskich mistrzostw Polski (14. sezon jako liga profesjonalna) organizowany przez PLPS SA pod egidą PZPS.
W związku z decyzją zarządu PZPS z dnia 1 września 2011 roku, w lidze na kolejny sezon pozostają drużyny uczestniczące w rozgrywkach w poprzednim sezonie, o ile spełniły ustalone warunki.
Decyzją zarządu PLPS z dnia 18 czerwca, ustalono, że w nowym sezonie zagrają dwie nowe drużyny z I ligi: Czarni Radom i BBTS Bielsko-Biała, przez co po raz pierwszy od stworzenia ligi profesjonalnej zagra w niej 12 zespołów.
W sezonie 2013/2014 w Lidze Mistrzów Polskę reprezentować będą Asseco Resovia Rzeszów, ZAKSA Kędzierzyn-Koźle i Jastrzębski Węgiel, natomiast w Pucharze CEV – PGE Skra Bełchatów (Transfer Bydgoszcz wycofał się z rozgrywek). Z kolei w Pucharze Challenge – AZS Politechnika Warszawska.

## System rozgrywek
- Faza zasadnicza: W fazie zasadniczej będzie uczestniczyć 12 drużyn, które rozegrają ze sobą po dwa spotkania. Osiem najlepszych zespołów awansuje do fazy play-off, natomiast cztery ostatnie rozegrają ze sobą mecze o miejsca 9-12 (do trzech zwycięstw).
- Faza play-off: Faza play-off składa się z ćwierćfinałów (do trzech zwycięstw), półfinałów (do trzech zwycięstw), meczów o miejsca 5-8 (do dwóch zwycięstw), meczów o 5. miejsce (do trzech zwycięstw), meczów o 3. miejsce (do trzech zwycięstw) oraz finałów (do trzech zwycięstw), które wyłoniły mistrza Polski.

## Drużyny uczestniczące
| | PlusLiga 2013/2014          |    |     |
| --- | --------------------------- | -- | --- |
| RZE | Asseco Resovia Rzeszów      | 1  | LM  |
| KED | ZAKSA Kędzierzyn-Koźle      | 2  | LM  |
| JAS | Jastrzębski Węgiel          | 3  | LM  |
| BYD | Transfer Bydgoszcz          | 4  |     |
| BEŁ | PGE Skra Bełchatów          | 5  | CEV |
| WAR | AZS Politechnika Warszawska | 6  | PCh |
| KIE | Effector Kielce             | 7  |     |
| GDA | Lotos Trefl Gdańsk          | 8  |     |
| CZE | AZS Częstochowa             | 9  |     |
| OLS | Indykpol AZS Olsztyn        | 10 |     |
| | Awans z I ligi              |    |     |
| RAD | Cerrad Czarni Radom         | 1  |     |
| BIE | BBTS Bielsko-Biała          | 2  |     |
| Oznaczenia: - kolumna pierwsza – skróty nazw drużyn wpisane na mapie (jeśli ta została zamieszczona), - kolumna trzecia – miejsce zajęte przez daną drużynę w poprzednim sezonie. |                             |    |     |

## Hale sportowe
| Klub                        | Hala sportowa             | Liczba miejsc siedzących |
| --------------------------- | ------------------------- | ------------------------ |
| Asseco Resovia Rzeszów      | Hala Podpromie            | 4300                     |
| AZS Politechnika Warszawska | Arena Ursynów             | 2200                     |
| AZS Politechnika Warszawska | Hala Torwar               | 4800                     |
| BBTS Bielsko-Biała          | Hala Widowiskowo-Sportowa | 4500                     |
| Cerrad Czarni Radom         | Hala sportowa MOSiR       | 2500                     |
| Transfer Bydgoszcz          | Hala Łuczniczka           | 6082                     |
| Effector Kielce             | Hala Legionów             | 4200                     |
| Indykpol AZS Olsztyn        | Hala Urania               | 1900                     |
| Jastrzębski Węgiel          | Hala Widowiskowo-Sportowa | 3007                     |
| Lotos Trefl Gdańsk          | Ergo Arena                | 11100                    |
| PGE Skra Bełchatów          | Hala Energia              | 2700                     |
| AZS Częstochowa             | Hala Sportowa Częstochowa | 6356                     |
| ZAKSA Kędzierzyn-Koźle      | Hala Azoty                | 3000                     |

## Trenerzy
| Klub                        | I trener             | II trener             |
| --------------------------- | -------------------- | --------------------- |
| Asseco Resovia Rzeszów      | Andrzej Kowal        | Marcin Ogonowski      |
| AZS Politechnika Warszawska | Jakub Bednaruk       | Przemysław Michalczyk |
| BBTS Bielsko-Biała          | Wiktor Krebok        | Mateusz Mielnik       |
| Cerrad Czarni Radom         | Robert Prygiel       | Wojciech Stępień      |
| Transfer Bydgoszcz          | Marian Kardas        | Wojciech Janas        |
| Effector Kielce             | Dariusz Daszkiewicz  | Krzysztof Makaryk     |
| Indykpol AZS Olsztyn        | Krzysztof Stelmach   | Wojciech Bańbuła      |
| Jastrzębski Węgiel          | Lorenzo Bernardi     | Massimo Caponeri      |
| Lotos Trefl Gdańsk          | Radosław Panas       | Wojciech Serafin      |
| PGE Skra Bełchatów          | Miguel Ángel Falasca | Fabio Storti          |
| AZS Częstochowa             | Marek Kardoš         | Wojciech Pudo         |
| ZAKSA Kędzierzyn-Koźle      | Sebastian Świderski  | Oskar Kaczmarczyk     |

### Zmiany trenerów
| Klub                   | Były trener       | Nowy trener          |
| ---------------------- | ----------------- | -------------------- |
| PGE Skra Bełchatów     | Jacek Nawrocki    | Miguel Ángel Falasca |
| Transfer Bydgoszcz     | Piotr Makowski    | Marian Kardas        |
| Lotos Trefl Gdańsk     | Dariusz Luks      | Radosław Panas       |
| Indykpol AZS Olsztyn   | Radosław Panas    | Krzysztof Stelmach   |
| ZAKSA Kędzierzyn-Koźle | Daniel Castellani | Sebastian Świderski  |
| Cerrad Czarni Radom    | Wojciech Stępień  | Robert Prygiel       |

| Klub               | Były trener      | Data odejścia | Powód odejścia        | Nowy trener   |
| ------------------ | ---------------- | ------------- | --------------------- | ------------- |
| BBTS Bielsko-Biała | Janusz Bułkowski | 4 lutego 2014 | rozwiązanie kontraktu | Wiktor Krebok |

## Sędziowie
W meczach PlusLigi w sezonie 2013/2014 sędziowało 21 polskich sędziów.
| Imię i nazwisko   | Województwo        |
| ----------------- | ------------------ |
| Jacek Broński     | wielkopolskie      |
| Paweł Burkiewicz  | małopolskie        |
| Piotr Dudek       | podkarpackie       |
| Robert Dworak     | podkarpackie       |
| Mariusz Gadzina   | podkarpackie       |
| Marcin Herbik     | mazowieckie        |
| Jacek Hojka       | dolnośląskie       |
| Tomasz Janik      | mazowieckie        |
| Dariusz Jasiński  | kujawsko-pomorskie |
| Waldemar Kobienia | opolskie           |
| Piotr Król        | śląskie            |

| Imię i nazwisko      | Województwo        |
| -------------------- | ------------------ |
| Andrzej Kuchna       | śląskie            |
| Marek Lagierski      | śląskie            |
| Krzysztof Łygoński   | pomorskie          |
| Maciej Maciejewski   | zachodniopomorskie |
| Wojciech Maroszek    | śląskie            |
| Anna Niedbał         | podkarpackie       |
| Waldemar Niemczura   | śląskie            |
| Piotr Skowroński     | pomorskie          |
| Krzysztof Szmydyński | dolnośląskie       |
| Maciej Twardowski    | mazowieckie        |

## Rozgrywki

### Faza zasadnicza

#### Tabela wyników
| Gospodarz \ Gość1           | RZE | BEŁ | JAS | KED | OLS | RAD | WAR | KIE | BYD | GDA | CZE | BIE |
| --------------------------- | --- | --- | --- | --- | --- | --- | --- | --- | --- | --- | --- | --- |
| Resovia                     | -   | 3:0 | 3:2 | 3:0 | 3:1 | 3:0 | 3:1 | 3:0 | 3:1 | 3:0 | 3:0 | 3:0 |
| Skra Bełchatów              | 3:2 | -   | 3:1 | 3:0 | 3:1 | 3:0 | 3:0 | 2:3 | 3:0 | 3:1 | 3:1 | 3:0 |
| Jastrzębski Węgiel          | 3:1 | 3:2 | -   | 2:3 | 1:3 | 3:2 | 3:2 | 3:0 | 3:0 | 3:1 | 3:1 | 3:1 |
| ZAKSA Kędzierzyn-Koźle      | 3:2 | 3:1 | 2:3 | -   | 3:0 | 3:0 | 3:0 | 3:1 | 2:3 | 3:0 | 3:1 | 3:0 |
| AZS Olsztyn                 | 2:3 | 0:3 | 0:3 | 3:1 | -   | 1:3 | 3:0 | 3:1 | 3:0 | 0:3 | 3:0 | 3:1 |
| Czarni Radom                | 0:3 | 3:1 | 3:0 | 0:3 | 0:3 | -   | 3:0 | 0:3 | 0:3 | 3:1 | 3:1 | 3:0 |
| AZS Politechnika Warszawska | 3:1 | 0:3 | 0:3 | 0:3 | 3:1 | 1:3 | -   | 3:0 | 3:1 | 2:3 | 3:0 | 3:1 |
| Effector Kielce             | 0:3 | 1:3 | 1:3 | 3:0 | 1:3 | 3:1 | 3:1 | -   | 1:3 | 3:0 | 0:3 | 3:1 |
| Transfer Bydgoszcz          | 0:3 | 0:3 | 0:3 | 2:3 | 3:1 | 1:3 | 2:3 | 3:0 | -   | 3:2 | 1:3 | 3:1 |
| Trefl Gdańsk                | 0:3 | 0:3 | 0:3 | 1:3 | 1:3 | 2:3 | 1:3 | 3:0 | 3:1 | -   | 0:3 | 3:0 |
| AZS Częstochowa             | 0:3 | 0:3 | 0:3 | 1:3 | 3:2 | 2:3 | 1:3 | 1:3 | 3:2 | 0:3 | -   | 3:2 |
| BBTS Bielsko-Biała          | 0:3 | 0:3 | 2:3 | 0:3 | 0:3 | 3:2 | 3:1 | 1:3 | 0:3 | 0:3 | 3:0 | -   |

Źródło: plusliga.pl
1 Drużyna gospodarzy jest wymieniona po lewej stronie tabeli.
Kolory:
  zwycięstwo gospodarzy 3:0 lub 3:1
  zwycięstwo gospodarzy 3:2
  zwycięstwo gości 3:0 lub 3:1
  zwycięstwo gości 3:2

#### Terminarz i wyniki
| Data        | Gospodarz                   | Rezultat                                | Gość                        |
| ----------- | --------------------------- | --------------------------------------- | --------------------------- |
| 1. KOLEJKA  |                             |                                         |                             |
| 11.10.2013  | Asseco Resovia              | 3:0 (26:24, 25:20, 25:23)               | BBTS Bielsko-Biała          |
| 12.10.2013  | ZAKSA Kędzierzyn-Koźle      | 3:0 (25:22, 25:16, 25:17)               | Cerrad Czarni Radom         |
| 12.10.2013  | Jastrzębski Węgiel          | 1:3 ( 22:25, 25:20, 21:25, 21:25)       | Indykpol AZS Olsztyn        |
| 12.10.2013  | Transfer Bydgoszcz          | 1:3 ( 13:25, 19:25, 26:24, 20:25)       | AZS Częstochowa             |
| 12.10.2013  | PGE Skra Bełchatów          | 3:1 (23:25, 25:15, 25:21, 25:20)        | Lotos Trefl Gdańsk          |
| 12.10.2013  | AZS Politechnika Warszawska | 3:0 ( 25:22, 27:25, 25:23)              | Effector Kielce             |
| 2. KOLEJKA  |                             |                                         |                             |
| 19.10.2013  | BBTS Bielsko-Biała          | 3:1 (18:25, 25:21, 29:27, 27:25)        | AZS Politechnika Warszawska |
| 20.10.2013  | Effector Kielce             | 1:3 (18:25, 20:25, 25:15, 16:25)        | PGE Skra Bełchatów          |
| 21.10.2013  | Lotos Trefl Gdańsk          | 3:1 (25:22, 25:18, 16:25, 25:22)        | Transfer Bydgoszcz          |
| 18.10.2013  | AZS Częstochowa             | 0:3 (20:25, 20:25, 20:25)               | Jastrzębski Węgiel          |
| 19.10.2013  | Indykpol AZS Olsztyn        | 3:1 (25:20, 26:24, 17:25, 34:32)        | ZAKSA Kędzierzyn-Koźle      |
| 19.10.2013  | Cerrad Czarni Radom         | 0:3 (22:25, 22:25, 21:25)               | Asseco Resovia              |
| 3. KOLEJKA  |                             |                                         |                             |
| 26.10.2013  | ZAKSA Kędzierzyn-Koźle      | 3:0 (25:20, 25:17, 25:15)               | BBTS Bielsko-Biała          |
| 26.10.2013  | Jastrzębski Węgiel          | 3:1 (30:28, 25:19, 23:25, 25:22)        | Asseco Resovia              |
| 26.10.2013  | Transfer Bydgoszcz          | 1:3 (25:18, 21:25, 26:28, 26:28)        | Cerrad Czarni Radom         |
| 27.10.2013  | PGE Skra Bełchatów          | 3:1 (25:22, 26:24, 21:25, 25:20)        | Indykpol AZS Olsztyn        |
| 25.10.2013  | AZS Politechnika Warszawska | 3:0 (25:19, 25:20, 29:27)               | AZS Częstochowa             |
| 26.10.2013  | Effector Kielce             | 3:0 (25:22, 25:21, 25:22)               | Lotos Trefl Gdańsk          |
| 4. KOLEJKA  |                             |                                         |                             |
| 02.11.2013  | BBTS Bielsko-Biała          | 0:3 (22:25, 15:25, 21:25)               | Lotos Trefl Gdańsk          |
| 01.11.2013  | AZS Częstochowa             | 1:3 (24:26, 25:18, 21:25, 20:25)        | Effector Kielce             |
| 02.11.2013  | Indykpol AZS Olsztyn        | 3:0 (25:21, 25:12, 25:18)               | AZS Politechnika Warszawska |
| 02.11.2013  | Cerrad Czarni Radom         | 3:1 (29:27, 21:25, 25:22, 25:22)        | PGE Skra Bełchatów          |
| 02.11.2013  | Asseco Resovia              | 3:1 (25:18, 25:13, 21:25, 25:21)        | Transfer Bydgoszcz          |
| 02.11.2013  | ZAKSA Kędzierzyn-Koźle      | 2:3 (18:25, 18:25, 25:17, 25:20, 9:15)  | Jastrzębski Węgiel          |
| 5. KOLEJKA  |                             |                                         |                             |
| 10.11.2013  | Jastrzębski Węgiel          | 3:1 (25:21, 25:21, 22:25, 25:14)        | BBTS Bielsko-Biała          |
| 08.11.2013  | Transfer Bydgoszcz          | 2:3 (23:25, 25:20, 25:19, 20:25, 10:15) | ZAKSA Kędzierzyn-Koźle      |
| 09.11.2013  | PGE Skra Bełchatów          | 3:2 (21:25, 25:22, 25:18, 21:25, 15:12) | Asseco Resovia              |
| 09.11.2013  | Cerrad Czarni Radom         | 3:0 (25:19, 25:17, 25:17)               | AZS Politechnika Warszawska |
| 10.11.2013  | Effector Kielce             | 1:3 (16:25, 25:21, 21:25, 23:25)        | Indykpol AZS Olsztyn        |
| 08.11.2013  | Lotos Trefl Gdańsk          | 0:3 (21:25, 13:25, 23:25)               | AZS Częstochowa             |
| 6. KOLEJKA  |                             |                                         |                             |
| 17.11.2013  | BBTS Bielsko-Biała          | 3:0 (25:21, 25:19, 25:22)               | AZS Częstochowa             |
| 15.11.2013  | Indykpol AZS Olsztyn        | 0:3 (22:25, 18:25, 20:25)               | Lotos Trefl Gdańsk          |
| 17.11.2013  | Cerrad Czarni Radom         | 0:3 (18:25, 23:25, 20:25)               | Effector Kielce             |
| 16.11.2013  | Asseco Resovia              | 3:1 (23:25, 25:14, 25:19, 25:20)        | AZS Politechnika Warszawska |
| 16.11.2013  | ZAKSA Kędzierzyn-Koźle      | 3:1 (22:25, 25:20, 25:19, 25:21)        | PGE Skra Bełchatów          |
| 16.11.2013  | Jastrzębski Węgiel          | 3:0 (25:14, 25:20, 25:22)               | Transfer Bydgoszcz          |
| 7. KOLEJKA  |                             |                                         |                             |
| 23.11.2013  | Transfer Bydgoszcz          | 3:1 (25:21, 27:25, 23:25, 25:20)        | BBTS Bielsko-Biała          |
| 23.11.2013  | PGE Skra Bełchatów          | 3:1 (18:25, 27:25, 25:23, 25:21)        | Jastrzębski Węgiel          |
| 21.11.2013  | AZS Politechnika Warszawska | 0:3 (15:25, 20:25, 21:25)               | ZAKSA Kędzierzyn-Koźle      |
| 23.11.2013  | Effector Kielce             | 0:3 (23:25, 25:27, 17:25)               | Asseco Resovia              |
| 22.11.2013  | Lotos Trefl Gdańsk          | 2:3 (23:25, 26:24, 23:25, 25:23, 10:15) | Cerrad Czarni Radom         |
| 23.11.2013  | AZS Częstochowa             | 3:2 (25:18, 25:23, 15:25, 20:25, 15:12) | Indykpol AZS Olsztyn        |
| 8. KOLEJKA  |                             |                                         |                             |
| 29.11.2013  | BBTS Bielsko-Biała          | 0:3 (18:25, 23:25, 17:25)               | Indykpol AZS Olsztyn        |
| 02.12.2013  | Cerrad Czarni Radom         | 3:1 (25:18, 25:23, 23:25, 25:19)        | AZS Częstochowa             |
| 30.11.2013  | Asseco Resovia              | 3:0 (25:21, 25:22, 25:19)               | Lotos Trefl Gdańsk          |
| 30.11.2013  | ZAKSA Kędzierzyn-Koźle      | 3:1 (25:22, 25:21, 20:25, 25:22)        | Effector Kielce             |
| 30.11.2013  | Jastrzębski Węgiel          | 3:2 (23:25, 23:25, 25:17, 29:27, 18:16) | AZS Politechnika Warszawska |
| 30.11.2013  | Transfer Bydgoszcz          | 0:3 (17:25, 15:25, 20:25)               | PGE Skra Bełchatów          |
| 9. KOLEJKA  |                             |                                         |                             |
| 07.12.2013  | PGE Skra Bełchatów          | 3:0 (25:14, 25:17, 25:11)               | BBTS Bielsko-Biała          |
| 06.12.2013  | AZS Politechnika Warszawska | 3:1 (21:25, 25:23, 27:25, 25:17)        | Transfer Bydgoszcz          |
| 06.12.2013  | Effector Kielce             | 1:3 (19:25, 28:26, 19:25, 21:25)        | Jastrzębski Węgiel          |
| 07.12.2013  | Lotos Trefl Gdańsk          | 1:3 (25:17, 23:25, 14:25, 20:25)        | ZAKSA Kędzierzyn-Koźle      |
| 07.12.2013  | AZS Częstochowa             | 0:3 (35:37, 19:25, 17:25)               | Asseco Resovia              |
| 07.12.2013  | Indykpol AZS Olsztyn        | 1:3 (23:25, 17:25, 32:30, 17:25)        | Cerrad Czarni Radom         |
| 10. KOLEJKA |                             |                                         |                             |
| 14.12.2013  | BBTS Bielsko-Biała          | 3:2 (25:16, 25:20, 15:25, 20:25, 15:13) | Cerrad Czarni Radom         |
| 15.12.2013  | Asseco Resovia              | 3:1 (25:16, 16:25, 25:20, 28:26)        | Indykpol AZS Olsztyn        |
| 14.12.2013  | ZAKSA Kędzierzyn-Koźle      | 3:1 (21:25, 25:23, 25:23, 25:21)        | AZS Częstochowa             |
| 13.12.2013  | Jastrzębski Węgiel          | 3:1 (23:25, 25:13, 25:20, 25:20)        | Lotos Trefl Gdańsk          |
| 14.12.2013  | Transfer Bydgoszcz          | 3:0 (25:21, 25:18, 25:19)               | Effector Kielce             |
| 14.12.2013  | PGE Skra Bełchatów          | 3:0 (25:15, 25:18, 25:19)               | AZS Politechnika Warszawska |
| 11. KOLEJKA |                             |                                         |                             |
| 23.12.2013  | Effector Kielce             | 3:1 (22:25, 25:17, 26:24, 25:15)        | BBTS Bielsko-Biała          |
| 21.12.2013  | Lotos Trefl Gdańsk          | 1:3 (15:25, 24:26, 26:24, 22:25)        | AZS Politechnika Warszawska |
| 19.12.2013  | AZS Częstochowa             | 0:3 (19:25, 21:25, 18:25)               | PGE Skra Bełchatów          |
| 22.12.2013  | Indykpol AZS Olsztyn        | 3:0 (25:23, 25:22, 25:22)               | Transfer Bydgoszcz          |
| 26.11.2013  | Cerrad Czarni Radom         | 3:0 (25:21, 26:24, 25:22)               | Jastrzębski Węgiel          |
| 27.11.2013  | Asseco Resovia              | 3:0 (25:23, 25:23, 25:19)               | ZAKSA Kędzierzyn-Koźle      |
| 12. KOLEJKA |                             |                                         |                             |
| 22.02.2014  | BBTS Bielsko-Biała          | 0:3 (22:25, 18:25, 21:25)               | Asseco Resovia              |
| 23.02.2014  | Cerrad Czarni Radom         | 0:3 (25:27, 19:25, 17:25)               | ZAKSA Kędzierzyn-Koźle      |
| 22.02.2014  | Indykpol AZS Olsztyn        | 0:3 (14:25, 13:25, 17:25)               | Jastrzębski Węgiel          |
| 21.02.2014  | AZS Częstochowa             | 3:2 (18:25, 26:24, 21:25, 29:27, 15:10) | Transfer Bydgoszcz          |
| 27.11.2013  | Lotos Trefl Gdańsk          | 0:3 (21:25, 8:25, 16:25)                | PGE Skra Bełchatów          |
| 24.02.2014  | Effector Kielce             | 3:1 (24:26, 25:18, 25:22, 25:23)        | AZS Politechnika Warszawska |
| 13. KOLEJKA |                             |                                         |                             |
| 03.03.2014  | AZS Politechnika Warszawska | 3:1 (16:25, 25:21, 25:20, 25:20)        | BBTS Bielsko-Biała          |
| 05.03.2014  | PGE Skra Bełchatów          | 2:3 (25:23, 22:25, 32:30, 22:25, 14:16) | Effector Kielce             |
| 05.03.2014  | Transfer Bydgoszcz          | 3:2 (17:25, 18:25, 28:26, 27:25, 17:15) | Lotos Trefl Gdańsk          |
| 28.02.2014  | Jastrzębski Węgiel          | 3:1 (25:27, 25:20, 25:19, 25:20)        | AZS Częstochowa             |
| 02.03.2014  | ZAKSA Kędzierzyn-Koźle      | 3:0 (25:18, 25:15, 25:21)               | Indykpol AZS Olsztyn        |
| 01.03.2014  | Asseco Resovia              | 3:0 (25:12, 25:13, 25:13)               | Cerrad Czarni Radom         |
| 14. KOLEJKA |                             |                                         |                             |
| 78.01.2014  | BBTS Bielsko-Biała          | 0:3 (19:25, 19:25, 11:25)               | ZAKSA Kędzierzyn-Koźle      |
| 08.01.2014  | Asseco Resovia              | 3:2 (25:22, 22:25, 25:20, 24:26, 15:12) | Jastrzębski Węgiel          |
| 08.01.2014  | Cerrad Czarni Radom         | 0:3 (21:25, 26:28, 20:25)               | Transfer Bydgoszcz          |
| 08.01.2014  | Indykpol AZS Olsztyn        | 1:3 (25:15, 29:31, 20:25, 18:25)        | PGE Skra Bełchatów          |
| 08.01.2014  | AZS Częstochowa             | 1:3 (25:15, 29:31, 20:25, 18:25)        | AZS Politechnika Warszawska |
| 08.01.2014  | Lotos Trefl Gdańsk          | 3:0 (29:27, 25:18, 26:24)               | Effector Kielce             |
| 15. KOLEJKA |                             |                                         |                             |
| 11.01.2014  | Lotos Trefl Gdańsk          | 3:0 (25:17, 25:15, 25:20)               | BBTS Bielsko-Biała          |
| 11.01.2014  | Effector Kielce             | 0:3 (21:25, 18:25, 16:25)               | AZS Częstochowa             |
| 12.01.2014  | AZS Politechnika Warszawska | 3:1 (25:18, 25:20, 22:25, 25:18)        | Indykpol AZS Olsztyn        |
| 11.01.2014  | PGE Skra Bełchatów          | 3:0 (25:23, 25:17, 25:21)               | Cerrad Czarni Radom         |
| 11.01.2014  | Transfer Bydgoszcz          | 0:3 (23:25, 19:25, 20:25)               | Asseco Resovia              |
| 11.01.2014  | Jastrzębski Węgiel          | 2:3 (23:25, 12:25, 25:21, 25:22, 15:17) | ZAKSA Kędzierzyn-Koźle      |
| 16. KOLEJKA |                             |                                         |                             |
| 18.01.2014  | BBTS Bielsko-Biała          | 2:3 (25:22, 22:25, 20:25, 25:20, 12:15) | Jastrzębski Węgiel          |
| 17.01.2014  | ZAKSA Kędzierzyn-Koźle      | 2:3 (25:21, 17:25, 25:16, 22:25, 7:15)  | Transfer Bydgoszcz          |
| 18.01.2014  | Asseco Resovia              | 3:0 (25:20, 25:15, 25:23)               | PGE Skra Bełchatów          |
| 17.01.2014  | AZS Politechnika Warszawska | 1:3 (25:21, 18:25, 24:26, 22:25)        | Cerrad Czarni Radom         |
| 18.01.2014  | Indykpol AZS Olsztyn        | 3:1 (25:17, 25:23, 23:25, 25:16)        | Effector Kielce             |
| 18.01.2014  | AZS Częstochowa             | 0:3 (17:25, 17:25, 18:25)               | Lotos Trefl Gdańsk          |
| 17. KOLEJKA |                             |                                         |                             |
| 25.01.2014  | AZS Częstochowa             | 3:2 (18:25, 25:20, 25:23, 21:25, 15:13) | BBTS Bielsko-Biała          |
| 25.01.2014  | Lotos Trefl Gdańsk          | 1:3 (21:25, 26:24, 23:25, 23:25)        | Indykpol AZS Olsztyn        |
| 25.01.2014  | Effector Kielce             | 3:1 (23:25, 31:29, 25:22, 25:23)        | Cerrad Czarni Radom         |
| 26.01.2014  | AZS Politechnika Warszawska | 3:1 (27:25, 23:25, 25:21, 27:25)        | Asseco Resovia              |
| 26.01.2014  | PGE Skra Bełchatów          | 3:0 (25:22, 25:14, 25:11)               | ZAKSA Kędzierzyn-Koźle      |
| 25.01.2014  | Transfer Bydgoszcz          | 0:3 (19:25, 12:25, 22:25)               | Jastrzębski Węgiel          |
| 18. KOLEJKA |                             |                                         |                             |
| 29.01.2014  | BBTS Bielsko-Biała          | 0:3 (19:25, 18:25, 17:25)               | Transfer Bydgoszcz          |
| 29.01.2014  | Jastrzębski Węgiel          | 3:2 (25:21, 25:22, 19:25, 20:25, 15:13) | PGE Skra Bełchatów          |
| 29.01.2014  | ZAKSA Kędzierzyn-Koźle      | 3:0 (25:23, 25:17, 28:26)               | AZS Politechnika Warszawska |
| 29.01.2014  | Asseco Resovia              | 3:0 (25:17, 25:23, 25:22)               | Effector Kielce             |
| 29.01.2014  | Cerrad Czarni Radom         | 3:1 (25:33, 25:18, 22:25, 25:22)        | Lotos Trefl Gdańsk          |
| 29.01.2014  | Indykpol AZS Olsztyn        | 3:0 (25:19, 25:14, 25:19)               | AZS Częstochowa             |
| 19. KOLEJKA |                             |                                         |                             |
| 02.02.2014  | Indykpol AZS Olsztyn        | 3:1 (25:15, 25:22, 18:25, 25:21)        | BBTS Bielsko-Biała          |
| 01.02.2014  | AZS Częstochowa             | 2:3 (25:19, 25:19, 26:28, 22:25, 13:15) | Cerrad Czarni Radom         |
| 01.02.2014  | Lotos Trefl Gdańsk          | 0:3 (22:25, 19:25, 26:28)               | Asseco Resovia              |
| 01.02.2014  | Effector Kielce             | 3:0 (25:23, 25:23, 27:25)               | ZAKSA Kędzierzyn-Koźle      |
| 01.02.2014  | AZS Politechnika Warszawska | 0:3 (28:30, 22:25, 19:25)               | Jastrzębski Węgiel          |
| 01.02.2014  | PGE Skra Bełchatów          | 3:0 (25:23, 25:19, 25:18)               | Transfer Bydgoszcz          |
| 20. KOLEJKA |                             |                                         |                             |
| 08.02.2014  | BBTS Bielsko-Biała          | 0:3 (16:25, 18:25, 21:25)               | PGE Skra Bełchatów          |
| 07.02.2014  | Transfer Bydgoszcz          | 2:3 (25:22, 22:25, 25:22, 19:25, 14:16) | AZS Politechnika Warszawska |
| 08.02.2014  | Jastrzębski Węgiel          | 3:0 (25:21, 25:18, 25:16)               | Effector Kielce             |
| 08.02.2014  | ZAKSA Kędzierzyn-Koźle      | 3:0 (30:28, 25:20, 25:23)               | Lotos Trefl Gdańsk          |
| 08.02.2014  | Asseco Resovia              | 3:0 (27:25, 25:16, 25:23)               | AZS Częstochowa             |
| 08.02.2014  | Cerrad Czarni Radom         | 0:3 (19:25, 23:25, 23:25)               | Indykpol AZS Olsztyn        |
| 21. KOLEJKA |                             |                                         |                             |
| 14.02.2014  | Cerrad Czarni Radom         | 3:0 (25:21, 25:19, 25:23)               | BBTS Bielsko-Biała          |
| 15.02.2014  | Indykpol AZS Olsztyn        | 2:3 (25:21, 24:26, 25:22, 20:25, 8:15)  | Asseco Resovia              |
| 15.02.2014  | AZS Częstochowa             | 1:3 (22:25, 27:29, 25:19, 22:25)        | ZAKSA Kędzierzyn-Koźle      |
| 15.02.2014  | Lotos Trefl Gdańsk          | 0:3 (27:29, 15:25, 17:25)               | Jastrzębski Węgiel          |
| 14.02.2014  | Effector Kielce             | 1:3 (15:25, 25:18, 15:25, 23:25)        | Transfer Bydgoszcz          |
| 16.02.2014  | AZS Politechnika Warszawska | 0:3 (18:25, 17:25, 16:25)               | PGE Skra Bełchatów          |
| 22. KOLEJKA |                             |                                         |                             |
| 19.02.2014  | BBTS Bielsko-Biała          | 1:3 (18:25, 17:25, 25:19, 18:25)        | Effector Kielce             |
| 19.02.2014  | AZS Politechnika Warszawska | 2:3 (25:23, 25:19, 23:25, 22:25, 13:15) | Lotos Trefl Gdańsk          |
| 19.02.2014  | PGE Skra Bełchatów          | 3:1 (25:15, 25:20, 24:26, 25:17)        | AZS Częstochowa             |
| 19.02.2014  | Transfer Bydgoszcz          | 3:1 (28:26, 25:15, 26:28, 25:23)        | Indykpol AZS Olsztyn        |
| 19.02.2014  | Jastrzębski Węgiel          | 3:2 (25:22, 22:25, 25:16, 20:25, 15:11) | Cerrad Czarni Radom         |
| 19.02.2014  | ZAKSA Kędzierzyn-Koźle      | 3:2 (18:25, 25:21, 25:13, 21:25, 15:13) | Asseco Resovia              |

#### Tabela
| Lp. | Drużyna                     | Pkt | Mecze | Mecze | Mecze | Rodzaj wyniku | Rodzaj wyniku | Rodzaj wyniku | Rodzaj wyniku | Rodzaj wyniku | Rodzaj wyniku | Sety | Sety | Sety  | Małe punkty | Małe punkty | Małe punkty |
| Lp. | Drużyna                     | Pkt | M     | W     | P     | 3:0           | 3:1           | 3:2           | 2:3           | 1:3           | 0:3           | wyg. | prz. | stos. | zdob.       | str.        | stos.       |
| --- | --------------------------- | --- | ----- | ----- | ----- | ------------- | ------------- | ------------- | ------------- | ------------- | ------------- | ---- | ---- | ----- | ----------- | ----------- | ----------- |
| 1   | Asseco Resovia Rzeszów      | 54  | 22    | 18    | 4     | 13            | 3             | 2             | 2             | 2             | 0             | 60   | 19   | 3.16  | 1892        | 1672        | 1.13        |
| 2   | PGE Skra Bełchatów          | 52  | 22    | 17    | 5     | 11            | 5             | 1             | 2             | 2             | 1             | 57   | 22   | 2.59  | 1876        | 1616        | 1.16        |
| 3   | Jastrzębski Węgiel          | 48  | 22    | 17    | 5     | 7             | 5             | 5             | 2             | 2             | 1             | 57   | 30   | 1.9   | 2026        | 1822        | 1.11        |
| 4   | ZAKSA Kędzierzyn-Koźle      | 47  | 22    | 16    | 6     | 8             | 5             | 3             | 2             | 1             | 3             | 53   | 29   | 1.83  | 1881        | 1742        | 1.08        |
| 5   | Indykpol AZS Olsztyn        | 35  | 22    | 11    | 11    | 5             | 6             | 0             | 2             | 5             | 4             | 42   | 39   | 1.08  | 1822        | 1831        | 1           |
| 6   | Cerrad Czarni Radom         | 33  | 22    | 11    | 11    | 3             | 6             | 2             | 2             | 1             | 8             | 38   | 43   | 0.88  | 1810        | 1872        | 0.97        |
| 7   | AZS Politechnika Warszawska | 28  | 22    | 9     | 13    | 2             | 6             | 1             | 2             | 4             | 7             | 35   | 47   | 0.74  | 1832        | 1929        | 0.95        |
| 8   | Effector Kielce             | 26  | 22    | 9     | 13    | 3             | 5             | 1             | 0             | 6             | 7             | 33   | 46   | 0.72  | 1769        | 1856        | 0.95        |
| 9   | Transfer Bydgoszcz          | 25  | 22    | 8     | 14    | 3             | 3             | 2             | 3             | 5             | 6             | 35   | 49   | 0.71  | 1833        | 1908        | 0.96        |
| 10  | Lotos Trefl Gdańsk          | 22  | 22    | 7     | 15    | 5             | 1             | 1             | 2             | 6             | 7             | 31   | 48   | 0.65  | 1745        | 1826        | 0.96        |
| 11  | AZS Częstochowa             | 16  | 22    | 6     | 16    | 2             | 1             | 3             | 1             | 7             | 8             | 27   | 55   | 0.49  | 1777        | 1915        | 0.93        |
| 12  | BBTS Bielsko-Biała          | 10  | 22    | 3     | 19    | 1             | 1             | 1             | 2             | 6             | 11            | 19   | 60   | 0.32  | 1595        | 1869        | 0.85        |

Źródło: plusliga.pl
Punktacja: 3:0 i 3:1 – 3 pkt; 3:2 – 2 pkt; 2:3 – 1 pkt; 1:3 i 0:3 – 0 pkt
Zasady ustalania kolejności: 1. liczba punktów; 2. stosunek setów; 3. stosunek małych punktów; 4. bilans w bezpośrednich meczach
     faza play-off
     mecze o miejsca 9-12.

### Faza play-off

#### Drabinka
|  | Ćwierćfinały | Ćwierćfinały                | Ćwierćfinały | Ćwierćfinały | Ćwierćfinały | Ćwierćfinały | Ćwierćfinały | Ćwierćfinały |  |  |  | Półfinały | Półfinały                   | Półfinały | Półfinały | Półfinały | Półfinały | Półfinały | Półfinały | Półfinały | Półfinały |  |  |  | Finały | Finały                      | Finały | Finały | Finały | Finały | Finały | Finały | Finały | Finały |
|  |              |                             |              |              |              |              |              |              |  |  |  |           |                             |           |           |           |           |           |           |           |           |  |  |  |        |                             |        |        |        |        |        |        |        |        |
|  |              |                             |              |              |              |              |              |              |  |  |  |           |                             |           |           |           |           |           |           |           |           |  |  |  |        |                             |        |        |        |        |        |        |        |        |
|  |              |                             |              |              |              |              |              |              |  |  |  |           |                             |           |           |           |           |           |           |           |           |  |  |  |        |                             |        |        |        |        |        |        |        |        |
|  | 1            | Asseco Resovia Rzeszów      | 3            | 3            | 3            | 3            |              |              |  |  |  |           |                             |           |           |           |           |           |           |           |           |  |  |  |        |                             |        |        |        |        |        |        |        |        |
|  | 8            | Effector Kielce             | 0            | 0            | 0            | 0            |              |              |  |  |  |           |                             |           |           |           |           |           |           |           |           |  |  |  |        |                             |        |        |        |        |        |        |        |        |
|  |              |                             |              |              |              |              |              |              |  |  |  | 1         | Asseco Resovia Rzeszów      | 3         | 2         | 2         | 3         | 3         | 3         |           |           |  |  |  |        |                             |        |        |        |        |        |        |        |        |
|  |              |                             |              |              |              |              |              |              |  |  |  | 4         | ZAKSA Kędzierzyn-Koźle      | 2         | 3         | 3         | 2         | 1         | 1         |           |           |  |  |  |        |                             |        |        |        |        |        |        |        |        |
|  | 4            | ZAKSA Kędzierzyn-Koźle      | 3            | 3            | 3            | 3            |              |              |  |  |  |           |                             |           |           |           |           |           |           |           |           |  |  |  |        |                             |        |        |        |        |        |        |        |        |
|  | 5            | Indykpol AZS Olsztyn        | 0            | 0            | 0            | 2            |              |              |  |  |  |           |                             |           |           |           |           |           |           |           |           |  |  |  |        |                             |        |        |        |        |        |        |        |        |
|  |              |                             |              |              |              |              |              |              |  |  |  |           |                             |           |           |           |           |           |           |           |           |  |  |  | 1      | Asseco Resovia Rzeszów      | 0      | 2      | 0      | 0      |        |        |        |        |
|  |              |                             |              |              |              |              |              |              |  |  |  |           |                             |           |           |           |           |           |           |           |           |  |  |  | 2      | PGE Skra Bełchatów          | 3      | 3      | 3      | 3      |        |        |        |        |
|  | 2            | PGE Skra Bełchatów          | 3            | 3            | 3            | 3            |              |              |  |  |  |           |                             |           |           |           |           |           |           |           |           |  |  |  |        |                             |        |        |        |        |        |        |        |        |
|  | 7            | AZS Politechnika Warszawska | 0            | 1            | 0            | 1            |              |              |  |  |  |           |                             |           |           |           |           |           |           |           |           |  |  |  |        |                             |        |        |        |        |        |        |        |        |
|  |              |                             |              |              |              |              |              |              |  |  |  | 2         | PGE Skra Bełchatów          | 3         | 3         | 3         | 3         |           |           |           |           |  |  |  |        |                             |        |        |        |        |        |        |        |        |
|  |              |                             |              |              |              |              |              |              |  |  |  | 3         | Jastrzębski Węgiel          | 0         | 2         | 0         | 0         |           |           |           |           |  |  |  |        |                             |        |        |        |        |        |        |        |        |
|  | 3            | Jastrzębski Węgiel          | 3            | 3            | 3            | 3            |              |              |  |  |  |           |                             |           |           |           |           |           |           |           |           |  |  |  | 3      | Jastrzębski Węgiel          | 3      | 3      | 3      | 2      | 3      |        |        |        |
|  | 6            | Cerrad Czarni Radom         | 0            | 0            | 0            | 0            |              |              |  |  |  |           |                             |           |           |           |           |           |           |           |           |  |  |  | 4      | ZAKSA Kędzierzyn-Koźle      | 1      | 2      | 2      | 3      | 0      |        |        |        |
|  |              |                             |              |              |              |              |              |              |  |  |  | 5         | Indykpol AZS Olsztyn        | 2         | 3         | 3         |           |           |           |           |           |  |  |  |        |                             |        |        |        |        |        |        |        |        |
|  |              |                             |              |              |              |              |              |              |  |  |  | 8         | Effector Kielce             | 0         | 0         | 2         |           |           |           |           |           |  |  |  |        |                             |        |        |        |        |        |        |        |        |
|  |              |                             |              |              |              |              |              |              |  |  |  |           |                             |           |           |           |           |           |           |           |           |  |  |  | 5      | Indykpol AZS Olsztyn        | 3      | 3      | 2      | 2      | 3      | 3      |        |        |
|  |              |                             |              |              |              |              |              |              |  |  |  |           |                             |           |           |           |           |           |           |           |           |  |  |  | 7      | AZS Politechnika Warszawska | 2      | 2      | 3      | 3      | 1      | 2      |        |        |
|  |              |                             |              |              |              |              |              |              |  |  |  | 6         | Cerrad Czarni Radom         | 0         | 0         | 2         |           |           |           |           |           |  |  |  |        |                             |        |        |        |        |        |        |        |        |
|  |              |                             |              |              |              |              |              |              |  |  |  | 7         | AZS Politechnika Warszawska | 2         | 3         | 3         |           |           |           |           |           |  |  |  |        |                             |        |        |        |        |        |        |        |        |
|  |              |                             |              |              |              |              |              |              |  |  |  |           |                             |           |           |           |           |           |           |           |           |  |  |  | 6      | Cerrad Czarni Radom         | 2      | 3      | 3      |        |        |        |        |        |
|  |              |                             |              |              |              |              |              |              |  |  |  |           |                             |           |           |           |           |           |           |           |           |  |  |  | 8      | Effector Kielce             | 0      | 1      | 2      |        |        |        |        |        |

#### I runda

##### Ćwierćfinały
(do 3 zwycięstw)
| 08.03.2014 | Asseco Resovia              | 3:0 (25:15, 25:22, 25:15)              | Effector Kielce             |  |  |
| 09.03.2014 | Asseco Resovia              | 3:0 (25:18, 25:18, 25:18)              | Effector Kielce             |  |  |
| 23.03.2014 | Effector Kielce             | 0:3 (15:25, 18:25, 18:25)              | Asseco Resovia              |  |  |
|            |                             |                                        |                             |  |  |
| 08.03.2014 | PGE Skra Bełchatów          | 3:1 (25:17, 20:25, 25:20, 25:20)       | AZS Politechnika Warszawska |  |  |
| 09.03.2014 | PGE Skra Bełchatów          | 3:0 (26:24, 25:16, 25:15)              | AZS Politechnika Warszawska |  |  |
| 24.03.2014 | AZS Politechnika Warszawska | 1:3 (23:25, 19:25, 25:21, 21:25)       | PGE Skra Bełchatów          |  |  |
|            |                             |                                        |                             |  |  |
| 06.03.2014 | Jastrzębski Węgiel          | 3:0 (25:15, 25:19, 25:22)              | Cerrad Czarni Radom         |  |  |
| 07.03.2014 | Jastrzębski Węgiel          | 3:0 (28:26, 25:18, 25:18)              | Cerrad Czarni Radom         |  |  |
| 28.03.2014 | Cerrad Czarni Radom         | 0:3 (16:25, 18:25, 19:25)              | Jastrzębski Węgiel          |  |  |
|            |                             |                                        |                             |  |  |
| 07.03.2014 | ZAKSA Kędzierzyn-Koźle      | 3:0 (25:19, 25:23, 25:19)              | Indykpol AZS Olsztyn        |  |  |
| 08.03.2014 | ZAKSA Kędzierzyn-Koźle      | 3:0 (25:20, 25:21, 25:19)              | Indykpol AZS Olsztyn        |  |  |
| 23.03.2014 | Indykpol AZS Olsztyn        | 2:3 (15:25, 25:20, 25:23, 19:25, 7:15) | ZAKSA Kędzierzyn-Koźle      |  |  |

#### II runda

##### Półfinały
(do 3 zwycięstw)
| 04.04.2014 | Asseco Resovia         | 2:3 (25:20, 22:25, 25:17, 19:25, 13:15) | ZAKSA Kędzierzyn-Koźle |  |  |
| 05.04.2014 | Asseco Resovia         | 2:3 (18:22, 25:18, 20:25, 25:23, 11:15) | ZAKSA Kędzierzyn-Koźle |  |  |
| 11.04.2014 | ZAKSA Kędzierzyn-Koźle | 2:3 (25:16, 27:25, 23:25, 22:25, 10:15) | Asseco Resovia         |  |  |
| 12.04.2014 | ZAKSA Kędzierzyn-Koźle | 1:3 (18:25, 25:22, 21:25, 21:25)        | Asseco Resovia         |  |  |
| 17.04.2014 | Asseco Resovia         | 3:1 (25:19, 17:25, 25:22, 25:21)        | ZAKSA Kędzierzyn-Koźle |  |  |
|            |                        |                                         |                        |  |  |
| 06.04.2014 | PGE Skra Bełchatów     | 3:2 (25:23, 17:25, 23:25, 25:17, 15:11) | Jastrzębski Węgiel     |  |  |
| 07.04.2014 | PGE Skra Bełchatów     | 3:0 (25:23, 25:20, 25:15)               | Jastrzębski Węgiel     |  |  |
| 13.04.2014 | Jastrzębski Węgiel     | 0:3 (23:25, 18:25, 17:25)               | PGE Skra Bełchatów     |  |  |

##### Mecze o miejsca 5-8
(do 2 zwycięstw)
| 05.04.2014 | Effector Kielce             | 0:3 (23:25, 22:25, 26:28)               | Indykpol AZS Olsztyn        |  |  |
| 11.04.2014 | Indykpol AZS Olsztyn        | 3:2 (25:20, 25:21, 20:25, 21:25, 15:11) | Effector Kielce             |  |  |
|            |                             |                                         |                             |  |  |
| 06.04.2014 | AZS Politechnika Warszawska | 3:0 (27:25, 25:19, 25:21)               | Cerrad Czarni Radom         |  |  |
| 11.04.2014 | Cerrad Czarni Radom         | 2:3 (25:17, 20:25, 25:20, 23:25, 14:16) | AZS Politechnika Warszawska |  |  |

#### III runda

##### Mecze o 7. miejsce
(do 2 zwycięstw)
| Data       | Gospodarz           | Rezultat                                | Gość                |
| ---------- | ------------------- | --------------------------------------- | ------------------- |
| 17.04.2014 | Effector Kielce     | 1:3 (26:28, 25:20, 23:25, 18:25)        | Cerrad Czarni Radom |
| 25.04.2014 | Cerrad Czarni Radom | 3:2 (24:26, 25:22, 18:25, 25:22, 15:13) | Effector Kielce     |

##### Mecze o 5. miejsce
(do 3 zwycięstw)
| Data       | Gospodarz                   | Rezultat                                | Gość                        |
| ---------- | --------------------------- | --------------------------------------- | --------------------------- |
| 18.04.2014 | Indykpol AZS Olsztyn        | 3:2 (25:21, 25:19, 21:25, 24:26, 15:9)  | AZS Politechnika Warszawska |
| 19.04.2014 | Indykpol AZS Olsztyn        | 2:3 (25:18, 19:25, 25:20, 17:25, 5:15)  | AZS Politechnika Warszawska |
| 26.04.2014 | AZS Politechnika Warszawska | 3:2 (23:25, 22:25, 25:22, 25:19, 15:11) | Indykpol AZS Olsztyn        |
| 27.04.2014 | AZS Politechnika Warszawska | 1:3 (21:25, 25:20, 23:25, 18:25)        | Indykpol AZS Olsztyn        |
| 30.04.2014 | Indykpol AZS Olsztyn        | 3:2 (18:25, 25:19, 25:18, 20:25, 18:16) | AZS Politechnika Warszawska |

##### Mecze o 3. miejsce
(do 3 zwycięstw)
| Data       | Gospodarz              | Rezultat                                | Gość                   |
| ---------- | ---------------------- | --------------------------------------- | ---------------------- |
| 22.04.2014 | Jastrzębski Węgiel     | 3:2 (26:24, 19:25, 25:20, 19:25, 15:12) | ZAKSA Kędzierzyn-Koźle |
| 23.04.2014 | Jastrzębski Węgiel     | 3:2 (25:22, 25:17, 19:25, 24:26, 22:20) | ZAKSA Kędzierzyn-Koźle |
| 26.04.2014 | ZAKSA Kędzierzyn-Koźle | 3:2 (22:25, 18:25, 28:26, 25:22, 15:12) | Jastrzębski Węgiel     |
| 27.04.2014 | ZAKSA Kędzierzyn-Koźle | 0:3 (16:25, 20:25, 20:25)               | Jastrzębski Węgiel     |

##### Finały
(do 3 zwycięstw)
| Data       | Gospodarz          | Rezultat                                | Gość               |
| ---------- | ------------------ | --------------------------------------- | ------------------ |
| 22.04.2014 | Asseco Resovia     | 2:3 (31:29, 20:25, 20:25, 25:22, 12:15) | PGE Skra Bełchatów |
| 23.04.2014 | Asseco Resovia     | 0:3 (24:26, 17:25, 15:25)               | PGE Skra Bełchatów |
| 27.04.2014 | PGE Skra Bełchatów | 3:0 (25:17, 25:20, 25:18)               | Asseco Resovia     |

### Mecze o miejsca 9-12
(do 2 zwycięstw)
| 22.03.2014 | AZS Częstochowa    | 1:3 (25:13, 21:25, 18:25, 23:25) | Transfer Bydgoszcz |  |  |
| 05.04.2014 | Transfer Bydgoszcz | 3:1 (25:13, 25:22, 23:25, 25:13) | AZS Częstochowa    |  |  |
|            |                    |                                  |                    |  |  |
| 22.03.2014 | BBTS Bielsko-Biała | 1:3 (25:20, 18:25, 24:26, 20:25) | Lotos Trefl Gdańsk |  |  |
| 05.04.2014 | Lotos Trefl Gdańsk | 3:0 (25:11, 25:17, 25:15)        | BBTS Bielsko-Biała |  |  |

## Klasyfikacja
| Lp. | Drużyna                     |
| --- | --------------------------- |
| 1   | PGE Skra Bełchatów          |
| 2   | Asseco Resovia Rzeszów      |
| 3   | Jastrzębski Węgiel          |
| 4   | ZAKSA Kędzierzyn-Koźle      |
| 5   | Indykpol AZS Olsztyn        |
| 6   | AZS Politechnika Warszawska |
| 7   | Cerrad Czarni Radom         |
| 8   | Effector Kielce             |
| 9   | Transfer Bydgoszcz          |
| 10  | Lotos Trefl Gdańsk          |
| 11  | AZS Częstochowa             |
| 12  | BBTS Bielsko-Biała          |

     Liga Mistrzów 2014/2015
     Puchar CEV 2014/2015
     Puchar Challenge 2014/2015

## Składy drużyn
| Nr | Imię i nazwisko    | Pozycja      |
| -- | ------------------ | ------------ |
| 1  | Dawid Konarski     | atakujący    |
| 2  | Paul Lotman        | przyjmujący  |
| 3  | Wojciech Grzyb     | środkowy     |
| 4  | Piotr Nowakowski   | środkowy     |
| 5  | Lukáš Ticháček     | rozgrywający |
| 6  | Grzegorz Kosok     | środkowy     |
| 7  | Olieg Achrem       | przyjmujący  |
| 8  | Szymon Pałka       | przyjmujący  |
| 9  | Michał Filip       | przyjmujący  |
| 10 | Jochen Schöps      | atakujący    |
| 11 | Fabian Drzyzga     | rozgrywający |
| 12 | Łukasz Perłowski   | środkowy     |
| 13 | Péter Veres        | przyjmujący  |
| 14 | Michał Szalacha    | atakujący    |
| 15 | Mateusz Masłowski  | libero       |
| 16 | Krzysztof Ignaczak | libero       |
| 17 | Nikołaj Penczew    | przyjmujący  |
| 18 | Michał Kędzierski  | rozgrywający |

| Nr                       | Imię i nazwisko                 | Pozycja      |
| ------------------------ | ------------------------------- | ------------ |
| 1                        | Bartosz Bednorz                 | przyjmujący  |
| 2                        | Mariusz Marcyniak               | środkowy     |
| 6                        | Dawid Murek                     | przyjmujący  |
| 7                        | Michał Kaczyński                | przyjmujący  |
| 8                        | Damian Zygmunt                  | środkowy     |
| 10                       | Miłosz Hebda                    | przyjmujący  |
| 11                       | Jakub Veselý                    | środkowy     |
| 12                       | Wojciech Kaźmierczak            | środkowy     |
| 13                       | Konrad Buczek                   | rozgrywający |
| 14                       | Marcin Janusz                   | rozgrywający |
| 15                       | Michał Kozłowski                | rozgrywający |
| 16                       | Kacper Piechocki                | libero       |
| 17                       | Jakub Bik                       | libero       |
| 18                       | Michał Bąkiewicz                | przyjmujący  |
| Odeszli w trakcie sezonu |                                 |              |
| 4                        | Michał Kamiński (do 31.01.2014) | atakujący    |

| Nr                       | Imię i nazwisko              | Pozycja      |
| ------------------------ | ---------------------------- | ------------ |
| 1                        | Maciej Stępień               | rozgrywający |
| 2                        | Maciej Olenderek             | libero       |
| 4                        | Maciej Pawliński             | przyjmujący  |
| 5                        | Marcin Nowak                 | środkowy     |
| 9                        | Paweł Adamajtis              | atakujący    |
| 10                       | Juraj Zaťko                  | rozgrywający |
| 11                       | Iwan Kolew                   | przyjmujący  |
| 12                       | Artur Szalpuk                | przyjmujący  |
| 13                       | Paweł Kaczorowski            | przyjmujący  |
| 14                       | Michał Potera                | libero       |
| 15                       | Przemysław Smoliński         | środkowy     |
| 16                       | Dawid Gunia                  | środkowy     |
| 17                       | Mateusz Sacharewicz          | środkowy     |
| 18                       | Adrian Radu Gontariu         | atakujący    |
| Odeszli w trakcie sezonu |                              |              |
| 20                       | Paweł Woicki (do 29.10.2013) | rozgrywający |

| Nr | Imię i nazwisko      | Pozycja      |
| -- | -------------------- | ------------ |
| 1  | Maciej Fijałek       | rozgrywający |
| 2  | Przemysław Czauderna | libero       |
| 3  | Miloš Stojković      | przyjmujący  |
| 4  | Wojciech Siek        | środkowy     |
| 5  | Kamil Kwasowski      | rozgrywający |
| 6  | Martin Vlk           | przyjmujący  |
| 7  | Michał Błoński       | przyjmujący  |
| 8  | Tomasz Kalembka      | środkowy     |
| 9  | Jose Luiz González   | atakujący    |
| 10 | Bartosz Buniak       | środkowy     |
| 12 | Grzegorz Kokociński  | środkowy     |
| 15 | Maksim Akimienka     | atakujący    |
| 17 | Adam Swaczyna        | libero       |
| 18 | Bartosz Bućko        | przyjmujący  |

| Nr | Imię i nazwisko      | Pozycja            |
| -- | -------------------- | ------------------ |
| 1  | Bartłomiej Bołądź    | atakujący          |
| 2  | Michał Ostrowski     | środkowy           |
| 3  | Rafał Faryna         | atakujący          |
| 4  | Jakub Radomski       | przyjmujący        |
| 5  | Bartłomiej Grzechnik | środkowy           |
| 6  | Bartłomiej Neroj     | rozgrywający       |
| 7  | Jakub Wachnik        | przyjmujący        |
| 8  | Dirk Westphal        | przyjmujący        |
| 9  | Adam Kowalski        | libero             |
| 10 | Wytze Kooistra       | środkowy/atakujący |
| 11 | Łukasz Zugaj         | rozgrywający       |
| 12 | Adam Kamiński        | środkowy           |
| 14 | Kamil Gutkowski      | przyjmujący        |
| 15 | Paweł Filipowicz     | libero             |
| 16 | Jozef Piovarči       | środkowy           |

| Nr | Imię i nazwisko     | Pozycja      |
| -- | ------------------- | ------------ |
| 1  | Sławomir Jungiewicz | atakujący    |
| 2  | Bartosz Sufa        | libero       |
| 2  | Bartosz Kaczmarek   | libero       |
| 5  | Piotr Lipiński      | rozgrywający |
| 7  | Piotr Orczyk        | przyjmujący  |
| 8  | Adrian Staszewski   | przyjmujący  |
| 9  | Cristian Poglajen   | przyjmujący  |
| 11 | Piotr Adamski       | rozgrywający |
| 12 | Łukasz Polański     | środkowy     |
| 13 | Adrian Buchowski    | przyjmujący  |
| 14 | Mariusz Wacek       | środkowy     |
| 15 | Mateusz Bieniek     | środkowy     |
| 16 | Nikodem Wolański    | rozgrywający |
| 17 | Bruno Romanutti     | atakujący    |
| 18 | Dawid Dryja         | środkowy     |

| Nr | Imię i nazwisko     | Pozycja      |
| -- | ------------------- | ------------ |
| 1  | Maciej Dobrowolski  | rozgrywający |
| 2  | Łukasz Olender      | atakujący    |
| 3  | Michał Żurek        | libero       |
| 4  | Bartosz Mariański   | libero       |
| 5  | Patryk Napiórkowski | atakujący    |
| 6  | Pablo Bengolea      | przyjmujący  |
| 7  | Dariusz Kurmin      | środkowy     |
| 8  | Rafał Buszek        | przyjmujący  |
| 10 | Grzegorz Szymański  | atakujący    |
| 11 | Wojciech Sobala     | środkowy     |
| 13 | Piotr Łukasik       | przyjmujący  |
| 14 | Grzegorz Pająk      | rozgrywający |
| 15 | Matti Oivanen       | środkowy     |
| 16 | Piotr Hain          | środkowy     |
| 17 | Bartosz Krzysiek    | atakujący    |
| 18 | Piotr Łuka          | przyjmujący  |

| Nr | Imię i nazwisko       | Pozycja      |
| -- | --------------------- | ------------ |
| 1  | Michał Łasko          | atakujący    |
| 2  | Krzysztof Gierczyński | przyjmujący  |
| 3  | Jakub Popiwczak       | libero       |
| 4  | Radosław Sterna       | środkowy     |
| 5  | Alen Pajenk           | środkowy     |
| 6  | Mateusz Malinowski    | atakujący    |
| 7  | Michal Masný          | rozgrywający |
| 8  | Konrad Formela        | przyjmujący  |
| 9  | Patryk Czarnowski     | środkowy     |
| 10 | Simon Van De Voorde   | środkowy     |
| 11 | Thomas Jarmoc         | przyjmujący  |
| 12 | Sebastian Matula      | rozgrywający |
| 13 | Michał Kubiak         | przyjmujący  |
| 14 | Bartosz Kwolek        | przyjmujący  |
| 15 | Dimitris Filipow      | rozgrywający |
| 16 | Nicolas Marechal      | przyjmujący  |
| 17 | Rob Bontje            | środkowy     |
| 18 | Damian Wojtaszek      | libero       |
| 19 | Krzysztof Pustelnik   | atakujący    |

| Nr | Imię i nazwisko       | Pozycja      |
| -- | --------------------- | ------------ |
| 1  | Wojciech Żaliński     | przyjmujący  |
| 2  | Michał Zaborowski     | libero       |
| 3  | Grzegorz Łomacz       | rozgrywający |
| 4  | Przemysław Stępień    | rozgrywający |
| 5  | Sławomir Zemlik       | przyjmujący  |
| 6  | Moustapha M’Baye      | środkowy     |
| 7  | Paweł Rusek           | libero       |
| 8  | Jakub Jarosz          | atakujący    |
| 9  | Bartosz Pietruczuk    | przyjmujący  |
| 10 | Bartosz Gawryszewski  | środkowy     |
| 11 | Maciej Zajder         | środkowy     |
| 12 | Artur Ratajczak       | środkowy     |
| 13 | Krzysztof Wierzbowski | przyjmujący  |
| 14 | Sławomir Stolc        | przyjmujący  |
| 15 | Bartłomiej Kluth      | atakujący    |
| 16 | Paweł Mikołajczak     | atakujący    |
| 17 | Robert Milczarek      | przyjmujący  |
| 18 | Mateusz Czunkiewicz   | libero       |

| Nr | Imię i nazwisko     | Pozycja      |
| -- | ------------------- | ------------ |
| 2  | Mariusz Wlazły      | atakujący    |
| 3  | Łukasz Pietrzak     | atakujący    |
| 4  | Daniel Pliński      | środkowy     |
| 5  | Samuel Tuia         | przyjmujący  |
| 6  | Karol Kłos          | środkowy     |
| 7  | Facundo Conte       | przyjmujący  |
| 8  | Andrzej Wrona       | środkowy     |
| 9  | Maciej Muzaj        | atakujący    |
| 10 | Nicolás Uriarte     | rozgrywający |
| 11 | Stéphane Antiga     | przyjmujący  |
| 12 | Wojciech Włodarczyk | przyjmujący  |
| 15 | Aleksa Brđović      | rozgrywający |
| 16 | Paweł Zatorski      | libero       |
| 17 | Jędrzej Maćkowiak   | środkowy     |
| 18 | Dawid Konieczny     | przyjmujący  |

| Nr | Imię i nazwisko              | Pozycja      |
| -- | ---------------------------- | ------------ |
| 1  | Yasser Portuondo             | przyjmujący  |
| 2  | Bartosz Filipiak             | atakujący    |
| 3  | Marcin Wika                  | przyjmujący  |
| 4  | Wojciech Jurkiewicz          | środkowy     |
| 5  | Miłosz Zniszczoł             | środkowy     |
| 6  | Maikel Moreno Salas          | rozgrywający |
| 7  | Marcin Waliński              | przyjmujący  |
| 8  | Bartosz Janeczek             | atakujący    |
| 9  | Łukasz Wiese                 | przyjmujący  |
| 10 | Paweł Woicki (od 29.10.2013) | rozgrywający |
| 11 | Tomasz Wieczorek             | środkowy     |
| 12 | Jan Nowakowski               | środkowy     |
| 13 | Piotr Sieńko                 | rozgrywający |
| 14 | Carson Clark (od 07.11.2013) | atakujący    |
| 15 | Paweł Stysiał                | libero       |
| 18 | Tomasz Bonisławski           | libero       |

| Nr | Imię i nazwisko                  | Pozycja      |
| -- | -------------------------------- | ------------ |
| 3  | Dominik Witczak                  | atakujący    |
| 5  | Paweł Zagumny                    | rozgrywający |
| 6  | Dan Lewis                        | przyjmujący  |
| 7  | Grzegorz Pilarz                  | rozgrywający |
| 8  | Jurij Gladyr                     | środkowy     |
| 9  | Łukasz Wiśniewski                | środkowy     |
| 10 | Wojciech Ferens                  | przyjmujący  |
| 11 | Dick Kooy                        | przyjmujący  |
| 12 | Grzegorz Bociek                  | atakujący    |
| 15 | Piotr Gacek                      | libero       |
| 16 | Michał Ruciak                    | przyjmujący  |
| 17 | Marcin Możdżonek                 | środkowy     |
| 18 | Dustin Schneider (od 20.11.2013) | rozgrywający |

## Transfery
| Przychodzą | Odchodzą |
| --- | --- |
| - Fabian Drzyzga (AZS Politechnika Warszawska) - Dawid Konarski (Transfer Bydgoszcz) - Nikołaj Penczew (Effector Kielce) - Michał Kozłowski (Effector Kielce) - Péter Veres (Dinamo Moskwa) | - Zbigniew Bartman (Casa Modena) - Nikola Kovačević (Ural Ufa) - Maciej Dobrowolski (Indykpol AZS Olsztyn) - (wyp.) Rafał Buszek (Indykpol AZS Olsztyn) - (wyp.) Michał Kozłowski (AZS Częstochowa) |

| Przychodzą | Odchodzą |
| --- | --- |
| - Wojciech Ferens (Indykpol AZS Olsztyn) - Dick Kooy (Lube Banca Marche Macerata) - Grzegorz Bociek (AZS Częstochowa) - Dan Lewis (ACH Volley Bled) | - trener Daniel Castellani (Fenerbahçe SK) - Rogerio Nogueira (Brasil Kirin Volei) - Felipe Luiz Fonteles (Fenerbahçe SK) - Serhij Kapełuś (Łokomotyw Charków) - Antonin Rouzier (Bre Banca Lannutti Cuneo) |
| w trakcie sezonu | |
| - Dustin Schneider (Chaumont VB 52 Haute-Marne) | |

| Przychodzą | Odchodzą |
| --- | --- |
| - Alen Pajenk (Lube Banca Marche Macerata) - Michal Masný (Transfer Bydgoszcz) - Nicolas Marechal (AS Cannes VB) - Dimitris Filipow (Olympiakos Pireus) - Simon Van De Voorde (Noliko Maaseik) - Thomas Jarmoc (VC Lennik) | - Russell Holmes (Büyükşehir Belediyesi Stambuł) - Matteo Martino (Zenit Kazań) - Tiago Violas (Vitória Sport Clube) - Simon Tischer (ASUL Lyon Volley) - Łukasz Polański (Effector Kielce) - (wyp.) Radosław Zbierski (KPS Siedlce) |

| Przychodzą | Odchodzą |
| --- | --- |
| - Miłosz Zniszczoł (Effector Kielce) - Maikel Moreno Salas (aon hotVolleys Wiedeń) - Piotr Sieńko (Transfer Bydgoszcz – Młoda Liga) - Yasser Portuondo (Shahrdari Urmia) - Jan Nowakowski (SMS PZPS Spała – Młoda Liga) - Bartosz Filipak (SMS PZPS Spała – Młoda Liga) - Bartosz Janeczek (Chaumont Volley 52) | - trener Piotr Makowski (Reprezentacja Polski kobiet) - Stéphane Antiga (PGE Skra Bełchatów) - Andrzej Wrona (PGE Skra Bełchatów) - Dawid Konarski (Asseco Resovia Rzeszów) - Michal Masný (Jastrzębski Węgiel) - Piotr Lipiński (Effector Kielce) - Michał Dębiec (Krispol Września) - Łukasz Owczarz (Pekpol Ostrołęka) - Krzysztof Rejno (Stal AZS PWSZ Nysa) |
| w trakcie sezonu | |
| - Carson Clark (Montpellier UC) - Paweł Woicki (AZS Politechnika Warszawska) | |

| Przychodzą | Odchodzą |
| --- | --- |
| - trener Miguel Ángel Falasca (Ural Ufa) - Stéphane Antiga (Transfer Bydgoszcz) - Andrzej Wrona (Transfer Bydgoszcz) - Nicolás Uriarte (Buenos Aires Unidos) - Wojciech Włodarczyk (SK Posojilnica Aich/Dob) - Facundo Conte (Dinamo Krasnodar) - Samuel Tuia (Kuzbass Kemerowo) - Aleksa Brđović (Partizan Belgrad) | - trener Jacek Nawrocki (szuka klubu) - II trener Maciej Bartodziejski (szuka klubu) - Wytze Kooistra (Czarni Radom) - Dante Boninfante (Blu Volley Werona) - Michał Winiarski (Fakieł Nowy Urengoj) - Aleksandar Atanasijević (Sir Safety Perugia) - Michał Bąkiewicz (AZS Częstochowa) - Paweł Woicki (AZS Politechnika Warszawska) - (wyp.) Srećko Lisinac (Berlin Recycling Volleys) - Konstantin Čupković (Sir Safety Perugia) |

| Przychodzą | Odchodzą |
| --- | --- |
| - Mateusz Sacharewicz (MKS Banimex Będzin) - Maciej Stępień (Metro Warszawa) - Juraj Zaťko (VfB Friedrichshafen) - Adrian Radu Gontariu (Tomis Konstanca) - Artur Szalpuk (MKS MDK Warszawa) - Dawid Gunia (Indykpol AZS Olsztyn) - Paweł Kaczorowski (Camper Wyszków) - Iwan Kolew (Al-Gharafa Sports Club) - Paweł Woicki (PGE Skra Bełchatów) | - Fabian Drzyzga (Asseco Resovia Rzeszów) - Dawid Dryja (Effector Kielce) - Krzysztof Wierzbowski (Lotos Trefl Gdańsk) - Maciej Zajder (Lotos Trefl Gdańsk) - Paweł Siezieniewski (Cuprum Lubin) - Grzegorz Szymański (Indykpol AZS Olsztyn) - Nemanja Stefanović (Spartak Subotica) |
| w trakcie sezonu | |
| | - Paweł Woicki (AZS Politechnika Warszawska) |

| Przychodzą | Odchodzą |
| --- | --- |
| - Łukasz Polański (Jastrzębski Węgiel) - Piotr Lipiński (Transfer Bydgoszcz) - Dawid Dryja (AZS Politechnika Warszawska) - Bruno Romanutti (Buenos Aires Unidos) - Mateusz Bieniek (SMS PZPS Spała – Młoda Liga) - Nikodem Wolański (SMS PZPS Spała – Młoda Liga) - Piotr Adamski (AGH 100RK AZS Kraków) - Cristian Poglajen (Sarmiento Santana Textiles) | - Miłosz Zniszczoł (Transfer Bydgoszcz) - Nikołaj Penczew (Asseco Resovia Rzeszów) - Michał Kozłowski (Asseco Resovia Rzeszów/ (wyp.)AZS Częstochowa) - Tomasz Józefacki (szuka klubu) - Grzegorz Kokociński (BBTS Bielsko-Biała) - Robert Milczarek (Lotos Trefl Gdańsk) - Armando Danger (Al-Ain VC) - Sebastian Warda (MKS Banimex Będzin) - Grzegorz Pająk (Indykpol AZS Olsztyn) - Rafał Sokołowski (Camper Wyszków) |

| Przychodzą | Odchodzą |
| --- | --- |
| - trener Radosław Panas (Indykpol AZS Olsztyn) - Jakub Jarosz (Andreoli Latina) - Moustapha M’Baye (Trefl Gdańsk – Młoda Liga) - Krzysztof Wierzbowski (AZS Politechnika Warszawska) - Maciej Zajder (AZS Politechnika Warszawska) - Robert Milczarek (Effector Kielce) | - trener Dariusz Luks (PTPS Piła) - Patryk Szczurek (Stal AZS PWSZ Nysa) - Matti Hietanen (Al Shabab Dubai) - Bartosz Kaczmarek (KS Milicz) - Mateusz Mika (Montpellier UC) - Wojciech Kaźmierczak (AZS Częstochowa) - Michał Kamiński (AZS Częstochowa) |

| Przychodzą | Odchodzą |
| --- | --- |
| - II trener Wojciech Pudo (Norwid Częstochowa) - Michał Kamiński (Lotos Trefl Gdańsk) - Wojciech Kaźmierczak (Lotos Trefl Gdańsk) - (wyp.) Michał Kozłowski (Asseco Resovia Rzeszów) - Michał Bąkiewicz (PGE Skra Bełchatów) - Jakub Veselý (Casa Modena) | - II trener Damian Dacewicz (MKS Banimex Będzin) - Andrzej Stelmach (MKS Banimex Będzin) - Adrian Szlubowski (szuka klubu) - Adrian Hunek (MKS Banimex Będzin) - (z wyp.) Srećko Lisinac (PGE Skra Bełchatów) - Grzegorz Bociek (ZAKSA Kędzierzyn-Koźle) |

| Przychodzą | Odchodzą |
| --- | --- |
| - trener Krzysztof Stelmach (bez klubu) - Maciej Dobrowolski (Asseco Resovia Rzeszów) - Matti Oivanen (Hurrikaani-Loimaa) - Pablo Bengolea (UPCN Vóley Club) - (wyp.) Rafał Buszek (Asseco Resovia Rzeszów) - Grzegorz Pająk (Effector Kielce) - Piotr Łuka (Stal AZS PWSZ Nysa) - Grzegorz Szymański (AZS Politechnika Warszawska) | - trener Radosław Panas (Lotos Trefl Gdańsk) - II trener Piotr Poskrobko (Ślepsk Suwałki) - Metodi Ananiew (Rennes Volley 35) - Wojciech Ferens (ZAKSA Kędzierzyn-Koźle) - Rafael Batista da Silva (Volta Redonda VC) - Jonas Kvalen (Forde VBK) - Guillermo Hernán (Paris Volley) - Piotr Gruszka (szuka klubu) - Kamil Obrębski (Pekpol Ostrołęka) - Damian Boruch (Pekpol Ostrołęka) - Jakub Urbanowicz (Camper Wyszków) - Dawid Gunia (AZS Politechnika Warszawska) - Łukasz Szarek (TV Bühl) - Patryk Skup (Ślepsk Suwałki) |

| Przychodzą | Odchodzą |
| --- | --- |
| - Łukasz Zugaj (Skra Bełchatów – Młoda Liga) - Adam Kowalski (SMS PZPS Spała – Młoda Liga) - Bartłomiej Bołądź (SMS PZPS Spała – Młoda Liga) - Jozef Piovarči (VC Lennik) - Marien Moreau (AS Cannes) - Dirk Westphal (Knack Roeselare) - Adam Kamiński (VK Dukla Liberec) - Wytze Kooistra (Skra Bełchatów) | - Robert Prygiel (kończy karierę – I trener) - Krzysztof Ferek (AGH 100RK AZS Kraków) - Kacper Gonciarz (Avia Świdnik) - Maciej Kałasz (Ślepsk Suwałki) |

| Przychodzą | Odchodzą |
| --- | --- |
| - II trener Mateusz Mielnik (Ślepsk Suwałki) - Maciej Fijałek (Kęczanin Kęty) - Bartosz Buniak (Cuprum Lubin) - Grzegorz Kokociński (Effector Kielce) - Jose Luiz González (Torul Gençlerbirliği) - Miloš Stojković (Boucherieh) - Bartosz Bućko (SMS PZPS Spała – Młoda Liga) - Wojciech Siek (SMS PZPS Spała – Młoda Liga) - Maksim Akimienka (Ha'Maapil Hadera) | - Maciej Wołosz (MKS Banimex Będzin) - Mariusz Gaca (MKS Banimex Będzin) - Krzysztof Modzelewski (Ślepsk Suwałki) - Jarosław Maciończyk (Kęczanin Kęty) - Kamil Lewiński (TKS Tychy) |